# Sarissa (XML)
Sarissa – biblioteka Open Source zapewniająca wspólną kliencką platformę operacji na XML z poziomu różnych przeglądarek internetowych. Napisana w uniwersalnym języku JavaScript udostępnia jednolity interfejs niezależny od wersji i producenta przeglądarki, ani platformy systemowej.
Obecnie obsługuje następujące przeglądarki: Gecko (Mozilla, Firefox i pokrewne), Internet Explorer, KHTML (Konqueror, Safari).